# Кондыбаев, Сергазы Сейтпаталович
Сергазы Сейтпаталович Кондыбаев (род. 2 января 1952 года) - первый секретарь ЦК ЛКСМ Казахстана (1987-89). 

## Карьера
В 1967 году вступил в комсомол. В 1974 году окончил КазПТИ им. В.И.Ленина по специальности инженер-механик.
1974-1975 гг. – мастер термического цеха Павлодарского тракторного завода.
С 1975 году - на комсомольской работе в Павлодаре, занимает должности второго и первого секретаря Ильичевского райкома ЛКСМ Казахстана г. Павлодара, второго и первого секретарь Павлодарского обкома ЛКСМ Казахстана.
В 1985-1987 годах - второй секретарь Ильичевского райкома партии, г. Павлодар.
В 1987 году был избран первым секретарём ЦК ЛКСМ Казахстана. Руководил комсомольской организацией республики до 1989 года.
В 1989-1990 годах - инспектор ЦК Компартии Казахстана.
В 1990 году окончил Академию общественных наук при ЦК КПСС по специальности экономист.
В 1990-1991 годах - советник Президентского Совета КазССР.
В 1991-1993 годах – заведующий сектором Аппарата Президента и Кабинета Министров РК.
С 1993 г. – президент акционерной компании «Аргамак», генеральный директор ТОО «Айкас», ТОО «Фирма Конкорд С», ТОО «Диагональ», ТОО «Кварц Профи».

## Участие в съездах
Делегат 14, 15, 16, 17-го съездов комсомола Казахстана, 19 и 20-го съездов ВЛКСМ.
Участник XIX партийной конференции.

## Депутатская деятельность
Депутат Верховного Совета КазССР 11-го созыва.

## Награды
Награжден орденом «Знак Почета», Почетным знаком ЦК ВЛКСМ.